# پرستوی جنگلی فیجی
پرستوی جنگلی فیجی (نام علمی: Artamus mentalis) نام یک گونه از تیره پرستوجنگلیان است.